# 布吕什维尔
布吕什维尔（法語：Brucheville，法語發音：[bʁyʃvil]）是法国芒什省的一个旧市镇，原属于瑟堡区。2019年，布吕什维尔与邻近的4个市镇并入市镇卡朗唐莱马赖，改属圣洛区。

## 地理
布吕什维尔（49°22'24"N, 1°12'19"W）面积13.33 平方千米，位于法国诺曼底大区芒什省，该省份为法国西北部沿海省份，西、北、东北三面环大西洋，东起顺时针与卡爾瓦多斯省、奧恩省、马耶讷省和伊勒-维莱讷省接壤。
与布吕什维尔接壤的市镇（或旧市镇、城区）包括：圣玛丽迪蒙、维耶维尔、耶维尔、布雷旺。

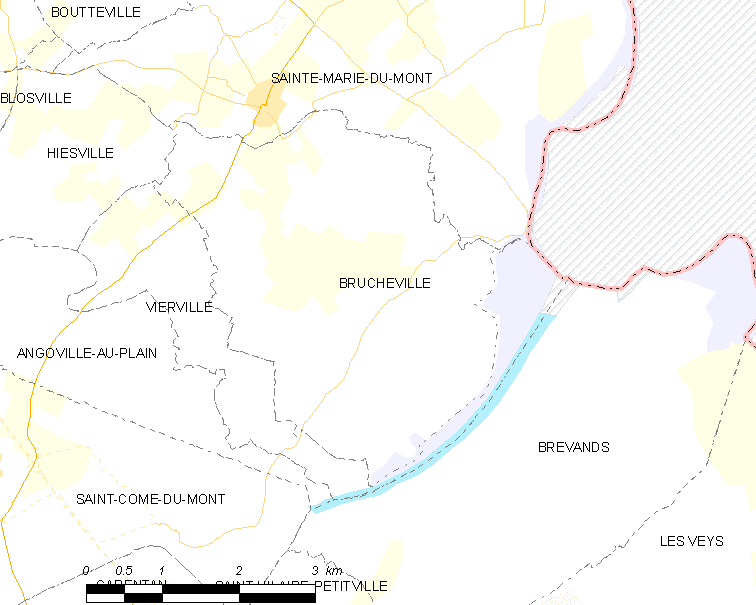
布吕什维尔的OSM定位图

布吕什维尔的时区为UTC+01:00、UTC+02:00（夏令时）。

## 行政
布吕什维尔的邮政编码为50480，INSEE市镇编码为50089。

## 政治
布吕什维尔所属的省级选区为卡朗唐莱马赖县。

## 人口

1962-2008年间布吕什维尔人口变化图示

布吕什维尔于2018年1月1日时的人口数量为139人。